# Erhard Krack
Erhard Krack (Danzica, 9 gennaio 1931 – Berlino, 13 dicembre 2000) è stato un politico tedesco.
Membro del Partito Socialista Unificato di Germania, partito egemone nella Repubblica Democratica Tedesca, fu sindaco di Berlino Est ininterrottamente dal 1974 al 1990. Fu inoltre deputato della Camera del Popolo e componente del comitato centrale della SED.